# Kia Ray
Kia Ray — міський автомобіль, вироблений компанією Kia виключно для внутрішнього ринку Південної Кореї.
Базований на Kia Picanto/Morning, він був спеціально розроблений відповідно до категорії «легких автомобілів», яка пропонує податкові пільги для автомобілів із зовнішніми розмірами менше 3600 мм у довжину та менше 1600 мм в ширину.

## Огляд
Kia Ray оснащений бензиновим двигуном об’ємом 998 куб.см, який видає 78 к.с.

Ray має унікальне розташування дверей; пасажирська сторона автомобіля має розсувні двері для задніх сидінь, тоді як сторона водія має поворотні двері.  Автомобіль має квадратні розміри, натхненні кей-карами.

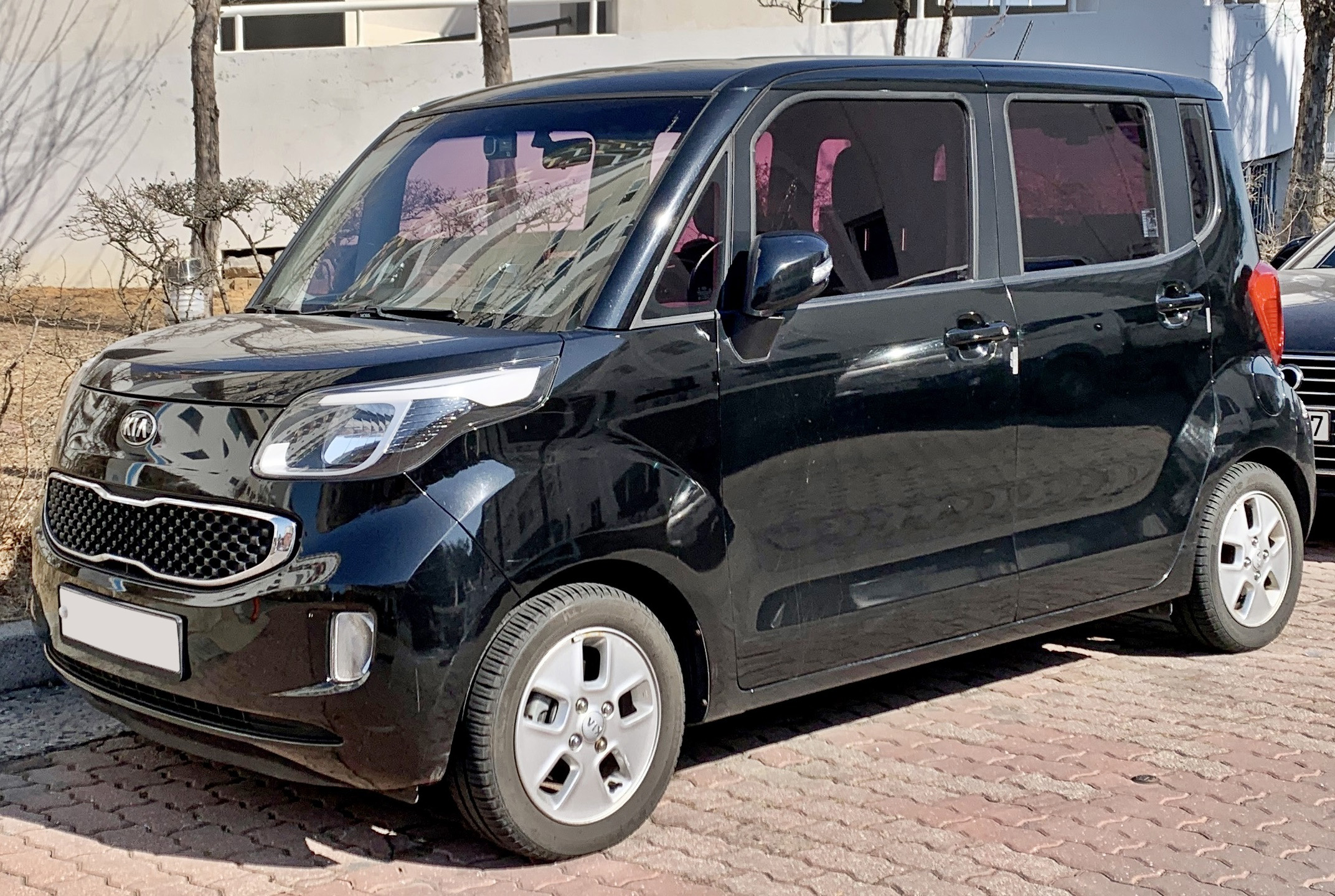
Вид спереду
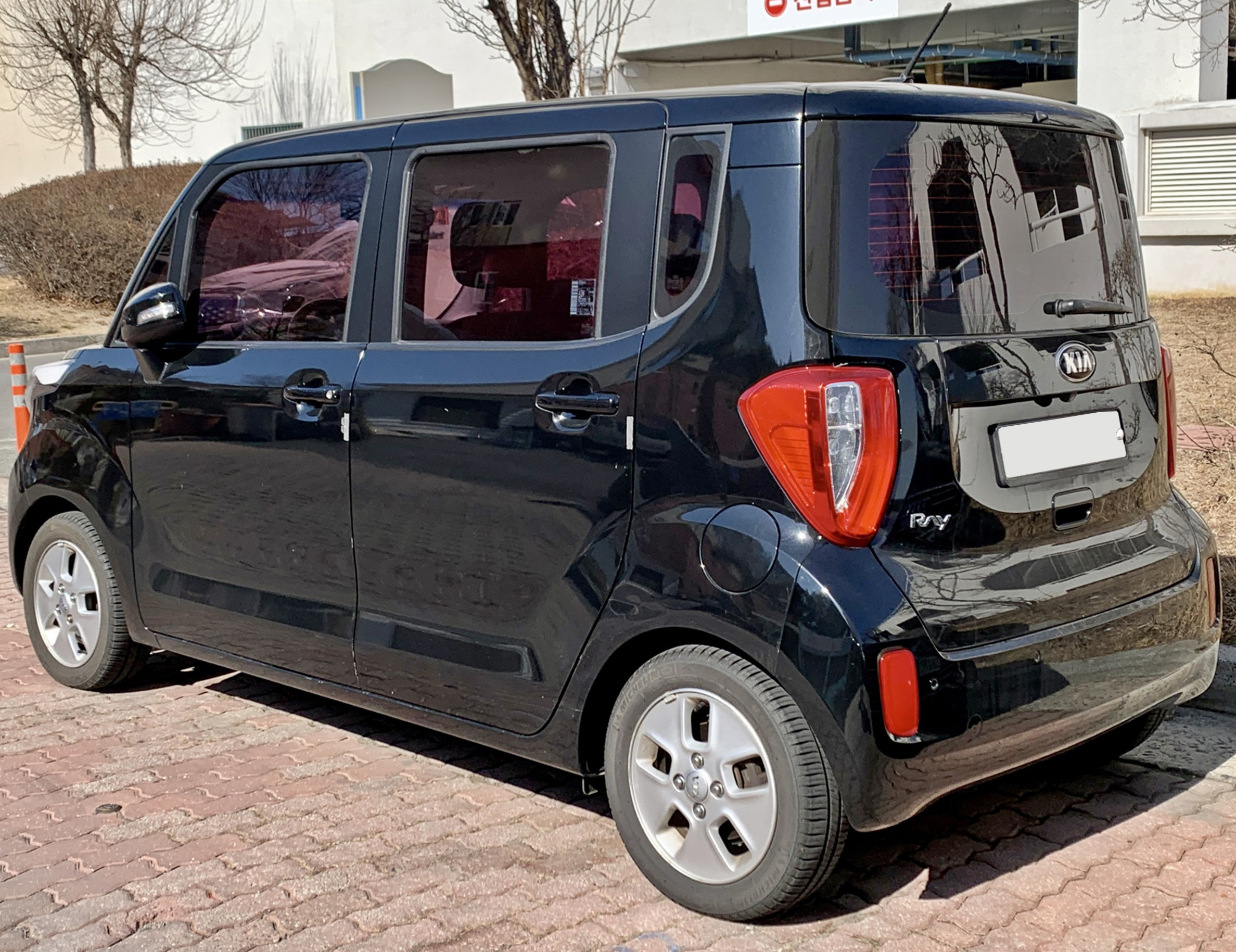
Вид ззаду
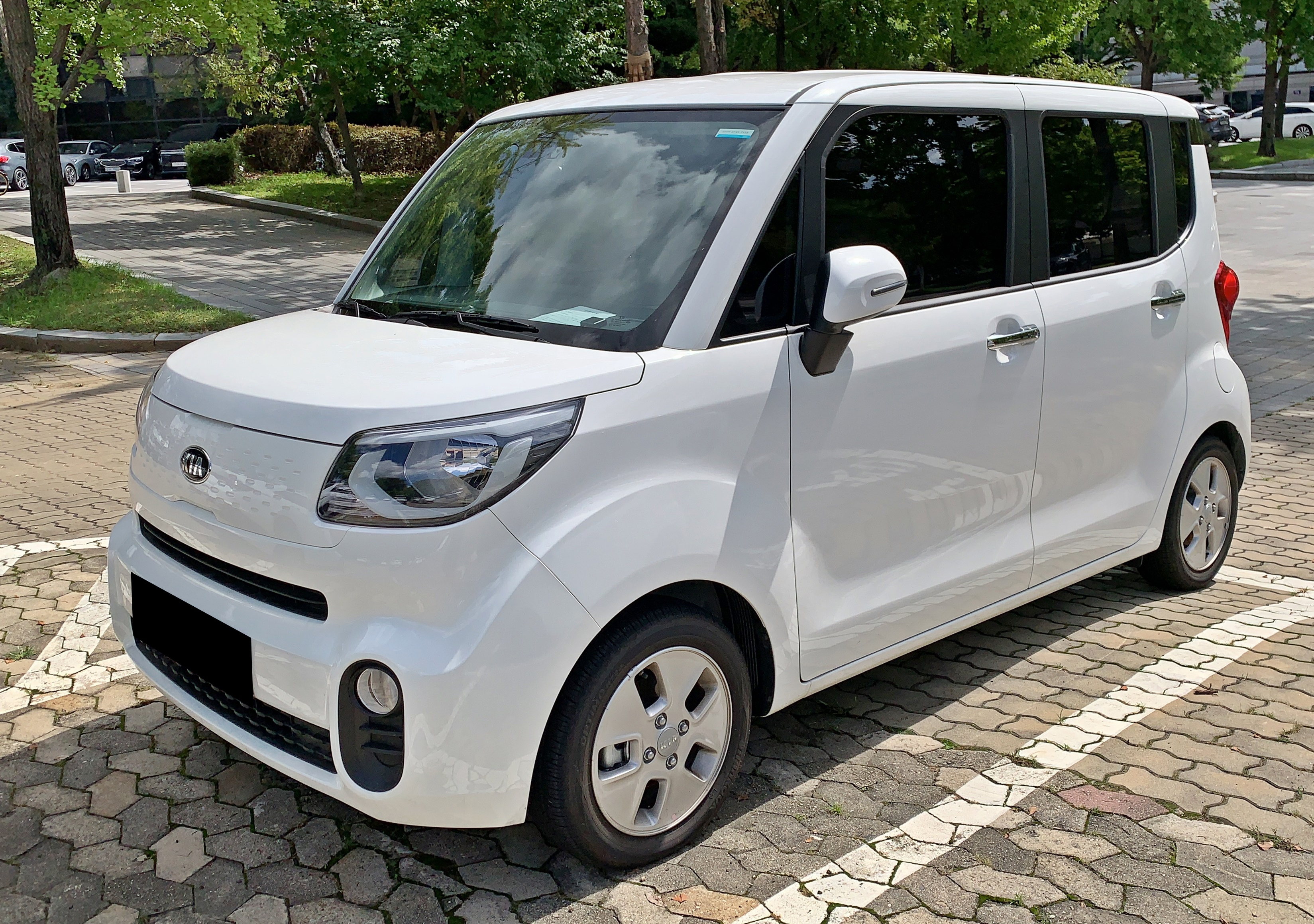
Рестайлінг 1
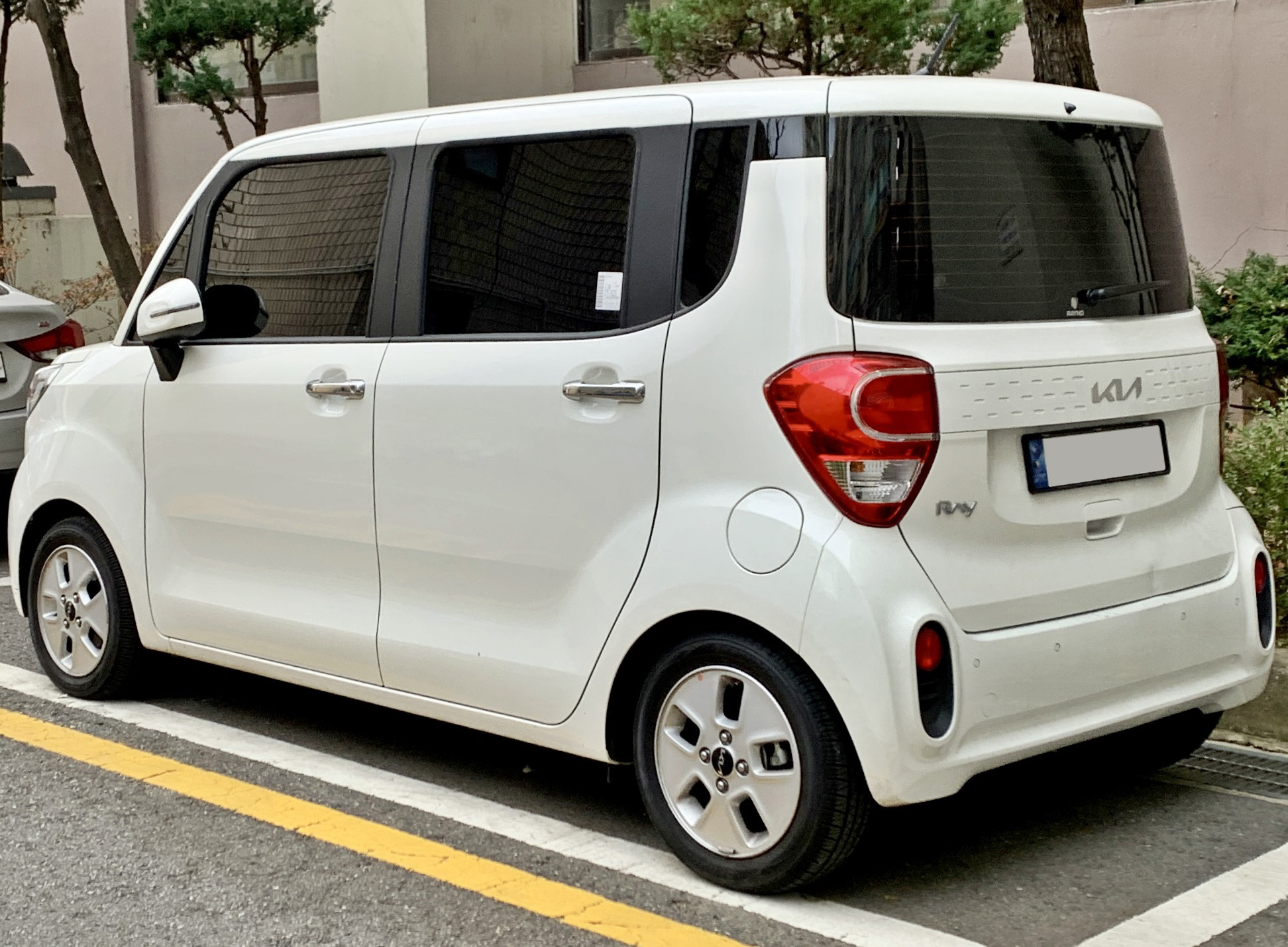
Вид ззаду
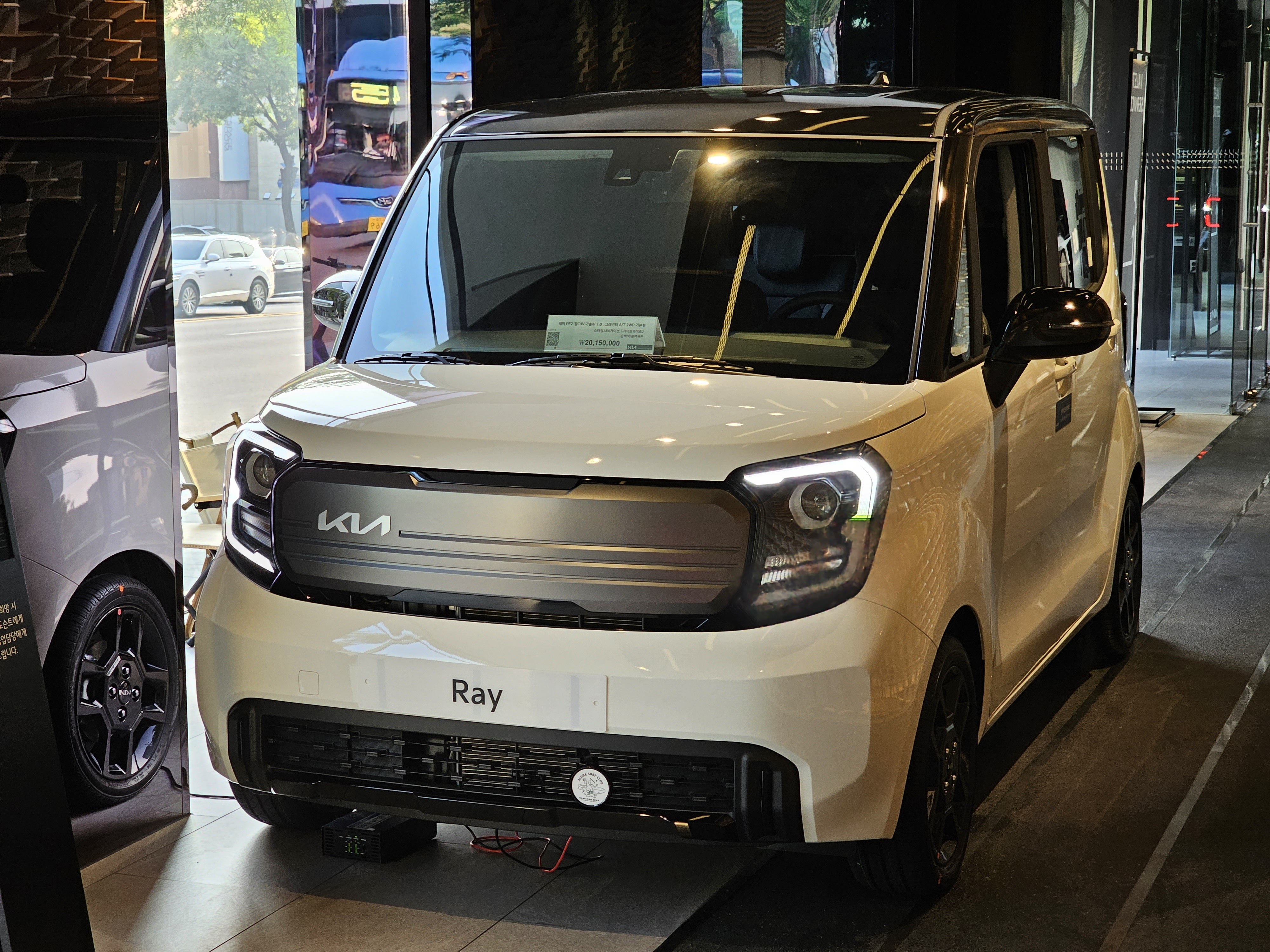
Рестайлінг 2
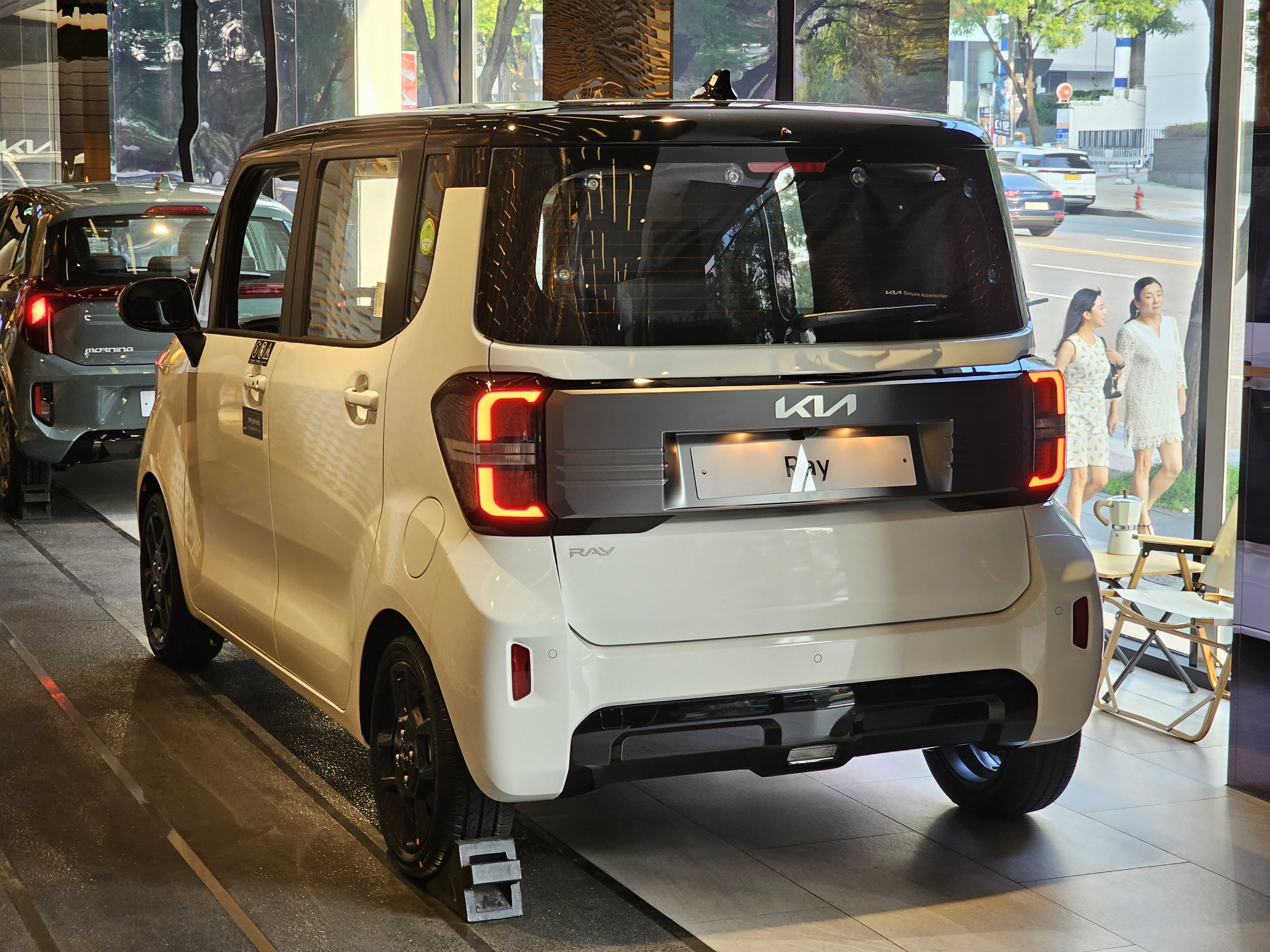
Вид ззаду

## Двигуни
- Бензин:
- 1.0 л Kappa II I3
- 1.0 л Kappa II TCI I3
- LPG:
- 1.0 л Kappa II I3
- 1.0 л Kappa II I3

### Продажі
| рік      | Південна Корея |
| -------- | -------------- |
| 2011 рік | 4,107          |
| 2012 рік | 43,891         |
| 2013 рік | 27,421         |
| 2014 рік | 30,113         |
| 2015 рік | 25 985         |
| 2016 рік | 19 819         |
| 2017 рік | 20 521         |
| 2018 рік | 27,021         |
| 2019 рік | 27,831         |
| 2020 рік | 28 530         |
| 2021 рік | 35,956         |
| 2022 рік | 44,566         |
| 2023 рік | 50 930         |